# Храм Сошествия Святого Духа на Апостолов (Тула)
Храм Сошествия Святого Духа на Апостолов — православный храм в Туле.

## История

### Основание
Согласно писцовой книге 1625 года, в то время он был деревянным и имел придел Жён Мироносиц. В Туле тогда существовала ещё одна Георгиевская церковь, «на Ржавце», и в названии зареченского храма тоже было уточнение: «под Ужовым болотом». Позднее появились другие уточнения: «на Хопре», «в Казённой слободе», «на оружейной слободе».
В 1696 году на этом месте стоял каменный храм во имя великомученика Георгия с приделом во имя апостола Иоанна Богослова. В 1757 году из-за ветхости церковь разобрали и начали возводить новую, гораздо более обширную и прочную, — во имя Сошествия Святого Духа, с приделами Иоанна Богослова (справа) и Георгия Победоносца (слева). В приделах богослужения проводились уже в 1766 году. Полностью храм возвели к 1769 году; тогда же поставили и колокольню с 8-ю колоколами. Строительство велось на добровольные пожертвования прихожан. Одним из крупных жертвователей был Антон Пастухов. Особое участие в устройстве и украшении храма принимали купцы Вельские. В 1882 году на средства прихожан был поставлен новый иконостас в Богословском приделе, в 1886 — в Георгиевском. В первой половине 1890-х годов поновили главный иконостас; тогда же церковь была расписана постенно.
В XVIII веке это самый большой из приходов Гончарной и Кузнецкой слобод: в него входила примерно треть населения Заречья, а также жители ближайших деревень — Куруловки, Клоковой (в 1856 году отошла к приходу села Горелки) и Протопоповой. В числе прихожан были братья Красильниковы — владельцы железных и медных заводов в Казанском, Уфимском уездах и в Оренбургской губернии — и их дети.
По количеству и богатству украшений Святодуховская (Георгиевская) церковь превосходила все зареченские храмы. В середине XIX века серебряной утвари в ней было более 17 пудов, правда, в основном из низкопробного серебра. В «Тульских епархиальных ведомостях» в 1866 году протоиерей Г. Панов отмечал: «Не то нужно счесть редкостию в нашем городе, что вся эта церковь с алтарями расписана живописью, что все иконостасы в ней позлащены; но престол в настоящей церкви, окованный листовым серебром, почти все иконы в иконостасах, украшенные серебряными и позлащенными ризами, не могут не обратить на себя внимания любителей благолепия в храмах Божиих». Серебряное одеяние на престол было сделано в 1847 году усердием благотворителей, особенно церковного старосты, бывшего оружейника Ивана Игнатьевича Самсонова.
Некоторые ризы имели мемориальный характер. На храмовом образе «Сошествия Святого Духа на апостолов» была серебряная риза с надписью: «Сия риза сооружена в 1814 г. Июня 3 д[ня], в знак избавления от всеобщего врага, бывшего в 1812 г. в пределах и столице России». Образ явления святой Троицы под дубом Мамврийским украшала серебряная риза с надписью внизу, на финифти: «Риза сия устроена усердием прихожан в знак памяти бывших в Туле 1834 г. двух больших пожаров 29 Июня и 5 Сентября».
Каменная богадельня, издавна существовавшая при Георгиевской церкви, была снесена из-за ветхости в 1830 году. Вместо неё, по желанию прихожан, построили в 1863—1864 году новый двухэтажный дом. В этом здании разместился приют для стариков (в начале XX века в нём проживали четыре пожилые женщины) и церковноприходское училище для детей.
В «Тульских епархиальных ведомостях» приводится список жертвователей на строительство богадельни и училища. В нём 59 человек. Люди вносили деньги — от 1 до 50 рублей, предоставляли строительные материалы. Многие благотворители не захотели вносить свои имена в книгу. Наибольший вклад (600 рублей) сделал церковный староста купец Михаил Иванович Туляков, хотя и имел весьма ограниченные собственные средства. По сообщению «Тульских епархиальных ведомостей», он «сам заготовлял строительные материалы и нанимал мастеровых со всей строгостью хозяйственной экономии». Архитектор, свободный художник академии И. Пастухов безвозмездно разработал проект здания и безвозмездно же осуществлял надзор за строительными работами.
Училище было открыто 4 июля 1865 года. Дети в нём обучались чтению по церковной и гражданской печати, изучали катехизис, краткую Священную историю, чистописание, начальную арифметику и «прокладывание на счетах», краткую историю России, грамматику. В 1895 году при храме начала действовать церковно-приходская школа.
Улица, на которой находилась церковь, была названа по её наименованию — Георгиевской. Таким образом, до революции в Туле было две Георгиевских улицы. В 1924 году Георгиевскую улицу, находившуюся в Заречье, переименовали в улицу Платона Луначарского.

### Закрытие
Георгиевская церковь была закрыта согласно постановлению президиума Мособлисполкома от 16 февраля 1930 года. Вскоре была разобрана колокольня. Долгое время в бывшей церкви находились разные конторы и склады. Ныне внешний вид этого здания печален. Дореволюционных качественных фотографий Георгиевского (Святодуховского) храма обнаружить не удалось. По широким пилястрам основного объёма и едва сохранившемуся богатому лепному декору наличников специалисты предполагают, что церковь была построена в формах барокко. Однако уцелевший фрагмент декора стены относится, скорее, к классицизму. Возможно, стены храма украшались при позднейших перестройках.
В 1991 году здание Георгиевской церкви было поставлено на госохрану в качестве памятника истории и культуры регионального значения.

### Возрождение храма
Летом 2019 года полуразрушенное здание церкви передали в безвозмездное пользование Тульской Епархии для использования в соответствии с целями деятельности и дальнейшего ремонта в рамках возложенных обязательств по договору. 25 августа и 8 сентября 2019 года были отслужены молебны о начале восстановления храма.